# Kūtūleh-ye Bābā Karam
Kūtūleh-ye Bābā Karam (persiska: كوتولِۀ بابا كَرَم) är en ort i Iran.   Den ligger i provinsen Lorestan, i den västra delen av landet, 400 km sydväst om huvudstaden Teheran. Kūtūleh-ye Bābā Karam ligger 1 239 meter över havet och antalet invånare är 231.
Terrängen runt Kūtūleh-ye Bābā Karam är kuperad åt sydväst, men åt nordost är den platt. Runt Kūtūleh-ye Bābā Karam är det ganska tätbefolkat, med 52 invånare per kvadratkilometer. Närmaste större samhälle är Kūhdasht, 10,5 km nordost om Kūtūleh-ye Bābā Karam. Omgivningarna runt Kūtūleh-ye Bābā Karam är i huvudsak ett öppet busklandskap.